# فيليب إي. جونسون
فيليب إي. جونسون (بالإنجليزية: Phillip E. Johnson)‏ هو كاتب ومحامي أمريكي، ولد في 18 يونيو 1940 في أورورا في الولايات المتحدة.

## وصلات خارجية
- فيليب إي. جونسون على موقع IMDb (الإنجليزية)
- فيليب إي. جونسون على موقع إن إن دي بي (الإنجليزية)
- فيليب إي. جونسون على موقع قاعدة بيانات الفيلم (الإنجليزية)